# Show Boat (film 1951)
Show Boat è un film del 1951 diretto da George Sidney.
Roger Edens diresse, non accreditato, la sequenza Ol' Man River. Le danze furono curate dal coreografo Robert Alton.

## Trama
Magnolia è la figlia di Andy Hawks, capitano di Show Boat, un barcone da crociera sul Mississippi. La ragazza si innamora di Gaylord Ravenal, giocatore d'azzardo. Si sposano ma Gaylord le dà molti dispiaceri per il suo vizio del gioco. Dopo un periodo di separazione e la nascita di una bambina, i due si riconciliano.

## Produzione
Il film fu prodotto dalla Metro-Goldwyn-Mayer (MGM) e dalla Loew's. Venne girato a Culver City, negli studi Backlot, della Metro-Goldwyn-Mayer al 10202 di W. Washington Blvd. Man Ray appare - non accreditato - come fotografo di scena.

## Distribuzione
Distribuito dalla Metro-Goldwyn-Mayer (MGM) e dalla Loew's., il film uscì nelle sale cinematografiche USA il 24 settembre 1951. L'uscita in sala era stata preceduta da due prime: a Hollywood la sera del 17 luglio e a New York il 19 luglio 1951. Il film venne distribuito in tutto il mondo: in Italia uscì il 27 dicembre 1951.

## Altre versioni
- 1929 - Mississipi film muto di Harry A. Pollard
- 1936 - La canzone di Magnolia di James Whale